# Haus Rehrmann-Fey

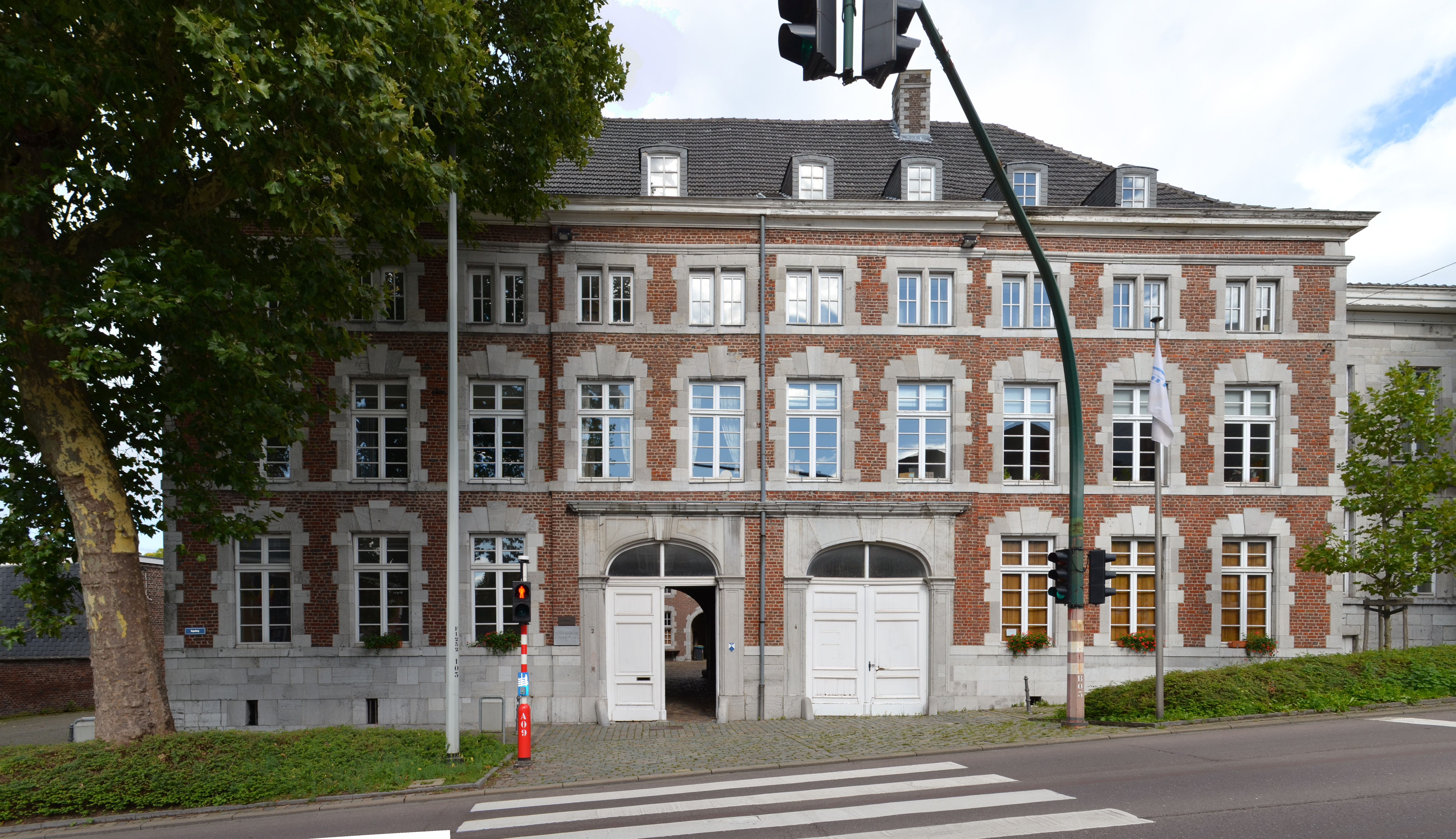
Straßenfassade des Hauses Rehrmann-Fey

Das Haus Rehrmann-Fey, auch nur Haus Rehrmann genannt, ist ein ehemaliges Tuchmacherhaus in der belgischen Stadt Eupen. Das Gebäude im Stil des Barocks hat die Adresse Kaperberg 2–4 und ist seit dem 3. August 1956 als Kulturdenkmal geschützt.
Heute sind dort die Verwaltung einer Schule und Teile des Staatsarchivs in Eupen untergebracht, dem seit 2013 weitere Räumlichkeiten im benachbarten Haus Kaperberg 8 zur Verfügung gestellt wurden.

## Geschichte
Anfang des 18. Jahrhunderts standen an der Stelle des heutigen Gebäudes mehrere Häuser, die der Familie Schmit und den Erben des Johann Voss gehörten. Der aus Bielefeld stammende Tuchkaufmann Martin Rehrmann erwarb diese Häuser im Jahr 1724 und ließ sie abreißen, um dort anschließend bis 1728 einen repräsentativen Neubau zu Wohn- und Geschäftszwecken errichten zu lassen. Die Pläne dafür stammten wahrscheinlich von dem Aachener Stadtbaumeister Laurenz Mefferdatis. Zwar gibt es für diese Zuschreibung bisher keinen handfesten Beleg, allerdings besitzt das Haus Rehrmann-Fey Ähnlichkeit mit dem Haus Nyssen (Gospertstraße 56), das nachweislich von Mefferdatis gestaltet wurde. Ein im Stadtmuseum Eupen im Haus Gospertstraße 52 aufbewahrter Plan des Gebäudes am Kaperberg wurde lange Zeit Mefferdatis zugeschrieben, es ist aber wesentlich wahrscheinlicher, dass der Baumeister und Schwiegersohn Martin Rehrmanns, Johann Conrad Schlaun, der Urheber ist und der unsignierte sowie undatierte Plan ein späteres Umbauprojekt zeigt.
Nach dem Tod Martin Rehrmanns im Jahr 1746 erbten seine drei Kinder das Haus. Ihre Familien teilten den Besitz 1768. Von diesem Zeitpunkt an erlebten die beiden Gebäudehälften verschiedene und unabhängige Entwicklungen. Die nordwestliche Hälfte, das sogenannte Unterhaus, ging an Johann Conrad Schlaun, den Witwer von Rehrmanns Tochter Anna Catharina, und an Leonard sowie Peter Fey, die Söhne von Annas Schwester Maria Catharina. Die südöstliche Hälfte erhielt Rehrmanns Sohn Martin. Schlaun und seine Söhne verkauften ihren Anteil 1770 an die Brüder Fey, die in jenem Jahr als alleinige Eigentümer des Unterhauses auftreten. 1782 gehörte es Nikolaus Fey, der es 1788 seinen Söhnen hinterließ. Sie veräußerten es 1795 für 14.000 Taler an das Unternehmen Roemer & Hansen. 1826 gehörte dieser Teil des Hauses den Erben Richard Hansen, ehe er 1862 für 5250 Taler von der Stadt Eupen erworben wurde, um dort ein Progymnasium einzurichten.
Die andere Gebäudehälfte war Ende der 1770er Jahre Eigentum des Leonard Fey jun. Nach seinem Tod 1781 heiratete seine Witwe Anna Elisabeth Römer in zweiter Ehe 1782 den Tuchfabrikanten Johann Gerhard Hüffer und brachte den Besitz mit in die Ehe. Dieser richtete dort die Tuchfabrik „Hüffer & Morkramer“ ein, die nach seinem Tod im Jahr 1823 – ebenso wie die Immobilie – sein Neffe Anton Wilhelm Hüffer erbte. Dieser vermachte den Betrieb seinem Sohn Eduard, der das Haus 1890 für 18.000 Mark an die Stadt Eupen verkaufte. Sie vereinte damit beide Haushälften wieder in einer Hand und nutzte auch den hinzugewonnenen Raum für den schulischen Betrieb, der seit 1886 ein Realgymnasium war.
Während des Ersten Weltkriegs waren im Gebäude Soldaten einquartiert. Nach Kriegsende waren die deutschen Gebiete um Malmedy, Sankt Vith und Eupen durch den Versailler Vertrag belgisch geworden, und so wurde das ehemals preußisch geprägte Gymnasium im Haus Rehrmann-Fey ab 1921 als Collège Patronné unter Schirmherrschaft des Lütticher Bistums und der Stadt Eupen weitergeführt. Wegen steigender Schülerzahlen gab es schon 1926 Pläne für einen Schulneubau, die allerdings erst in den 1930er Jahren verwirklicht werden konnten. Um Platz für ein neues modernes Gebäude zu schaffen, wurde der hintere Teil des Hauses um den zweiten Binnenhof abgerissen und das Gebäude somit wesentlich verkleinert. Während des Zweiten Weltkriegs war im größten Teil des Restgebäudes ein Lazarett für amerikanische Soldaten untergebracht.
Noch bis 1996 diente das Haus Rehrmann-Fey zu schulischen Zwecken. Heute ist im nordwestlichen Flügel nur noch die Verwaltung der aus dem Collège Patronné hervorgegangenen Pater-Damian-Schule beheimatet. Die übrigen Trakte werden vom Staatsarchiv genutzt, das im März 1989 ins Gebäude einzog. Im Jahr 2017 verkaufte die Stadt Eupen die Immobilie Kaperberg 2–4 für 1,8 Millionen Euro an die Deutschsprachige Gemeinschaft, die ihrerseits das Anwesen anschließend grundlegend modernisieren ließ.

## Beschreibung

### Architektur
Haus Rehrmann-Fey ist eine geschlossene Vierflügelanlage, deren Trakte aus Ziegelmauerwerk einen Binnenhof umschließen. Bis in die 1930er Jahre gab es nordöstlich des heutigen Gebäudes drei weitere Flügel die einen zweiten Hof umschlossen. Jeder Gebäudetrakt besitzt drei Geschosse und ist von einem Walmdach abgeschlossen. Sie fußen auf einem Sockel aus regelmäßigen Hausteinquadern und werden niedriger je höher sie liegen.

Innenhof, vom Südostflügel aus gesehen

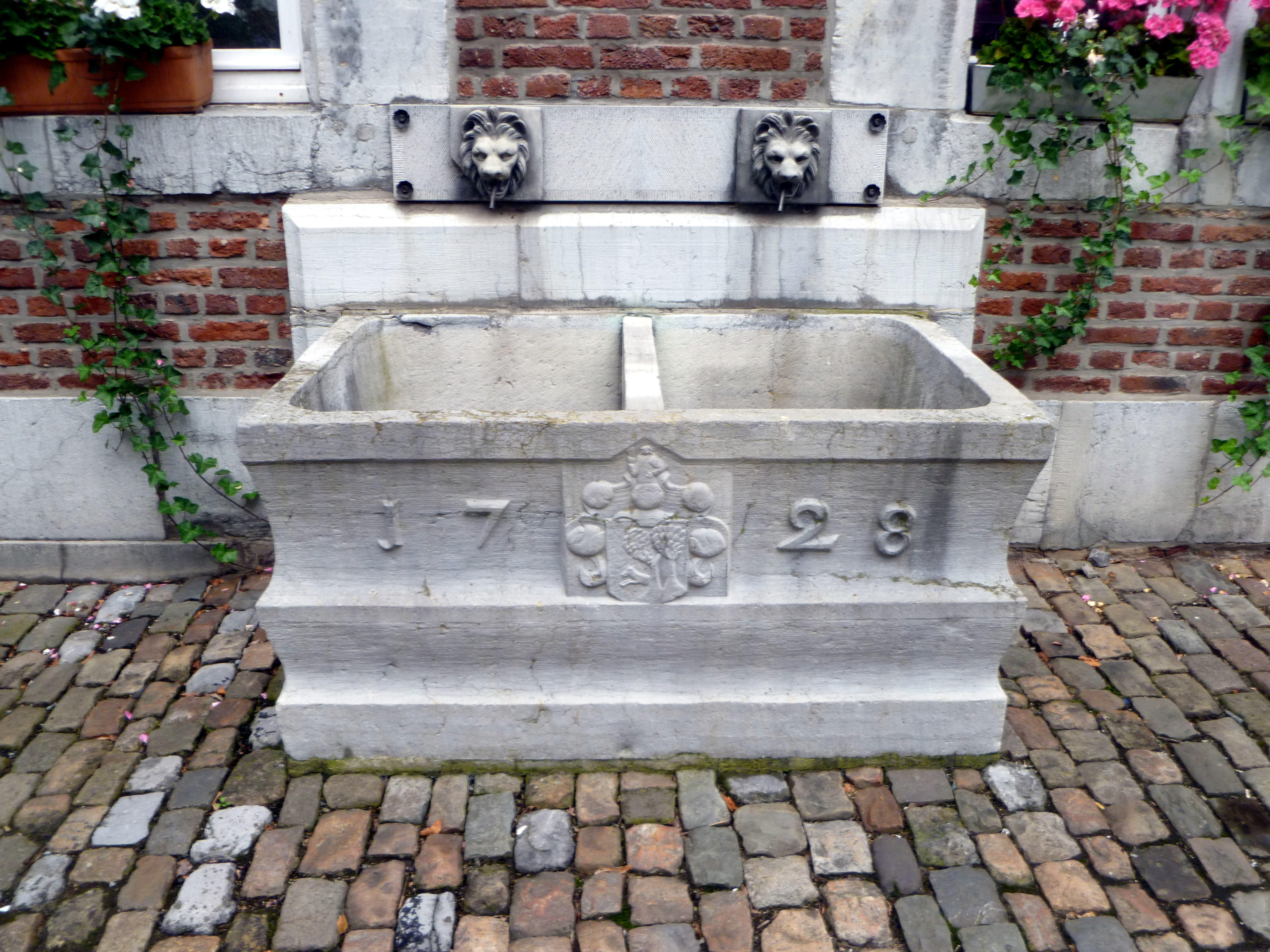
Blaustein-Wasserbecken

Die an der Südwest-Seite liegende Straßenfassade ist durch Rechteckfenster in zehn Achsen unterteilt. Die Fenster besitzen Blausteinrahmungen in Zahnschnittfolge, ihre Sohlbank aus dem gleichen Material ist als Gesims ausgebildet. Das Zahnschnittmotiv wiederholt sich in den Eckquaderungen des Gebäudes und seiner zwei Schornsteine. Im zweiten Obergeschoss sind die Fenster gekuppelt. Im Erdgeschoss liegen in den mittleren vier Achsen zwei korbbogige Toreinfahrten mit monolithisch profilierten Gewänden aus Blaustein. Ihre Keilsteine zeigen lineare Motive. Darüber befindet sich eine stark reliefierte Traufleiste. Im 19. Jahrhundert wahrscheinlich erneuert, führen sie in den gepflasterten Innenhof des Gebäudes. Dort steht an der Hoffassade des Nordwest-Flügels ein zweigeteiltes, rechteckiges Wasserbecken aus Blaustein, das an einer Seite das Wappen der Familie Rehrmann und die Jahreszahl 1728 zeigt. Das Rehrmannsche Wappen findet sich auch in der Traufleiste über dem Keilstein des westlichen, hofseitigen Torbogens. Die beiden Tordurchfahrten besitzen zwei stichbogige Pendants im nordöstlichen Flügel. Sie führten früher in den nicht mehr erhaltenen, dahinter liegenden zweiten Binnenhof. Ihre hofseitigen Keilsteine in Trapezform zeigen beide die Jahreszahl 1726. Einer der beiden Keilsteine an der Außenseite dieses Trakts zeigt das Rehrmann-Wappen und die Initialen MR (Martin Rehrmann). 
Der Nordwest- und der Südost-Flügel sind achtachsig, wobei der östliche, zwei Achsen lange Teil der beiden Trakte gegenüber den übrigen sechs Achsen etwas zurückgesetzt ist. Dort befinden sich im Erdgeschoss zwei Türen mit Blausteingewände und Oberlicht über einem geraden Sturz. Die Tür im Nordwestflügel ist durch eine Jahreszahl auf 1736 zu datieren. Das Erdgeschoss des Nordwest-Flügels weist Kreuzstockfenster auf, während im Parterre des Nordost-Flügels noch zwei Querstockfenster erhalten sind. Am Kreuzungspunkt von Südwest- und Nordwest-Flügel steht auf dem Dach eine schieferverkleidetet Laterne.

### Innenräume
Durch die verschiedenen Nutzungsarten im Laufe der Geschichte ist von der einst prächtigen Innenausstattung nur noch wenig erhalten. Im heutigen Leseraum des Staatsarchivs zeugen aufwändig gearbeitete Stuckdecken und ein großer Marmorkamin mit Stuckaufsatz noch von der ehemals reichen Innenausstattung des 18. Jahrhunderts. Des Weiteren sind noch zwei Treppenhäuser im Aachen-Lütticher Stil erhalten. Die Holztreppen besitzen Balustergeländer und geschnitzte Pfosten. Das südöstliche Treppenhaus ist zudem mit Stuckdecken, einem Deckengemälde und Delfter Fayenceplatten ausgestattet. Die Stuckarbeiten in beiden Haushälften werden dem Stuckateurmeister Tomaso Vasalli zugeschrieben.

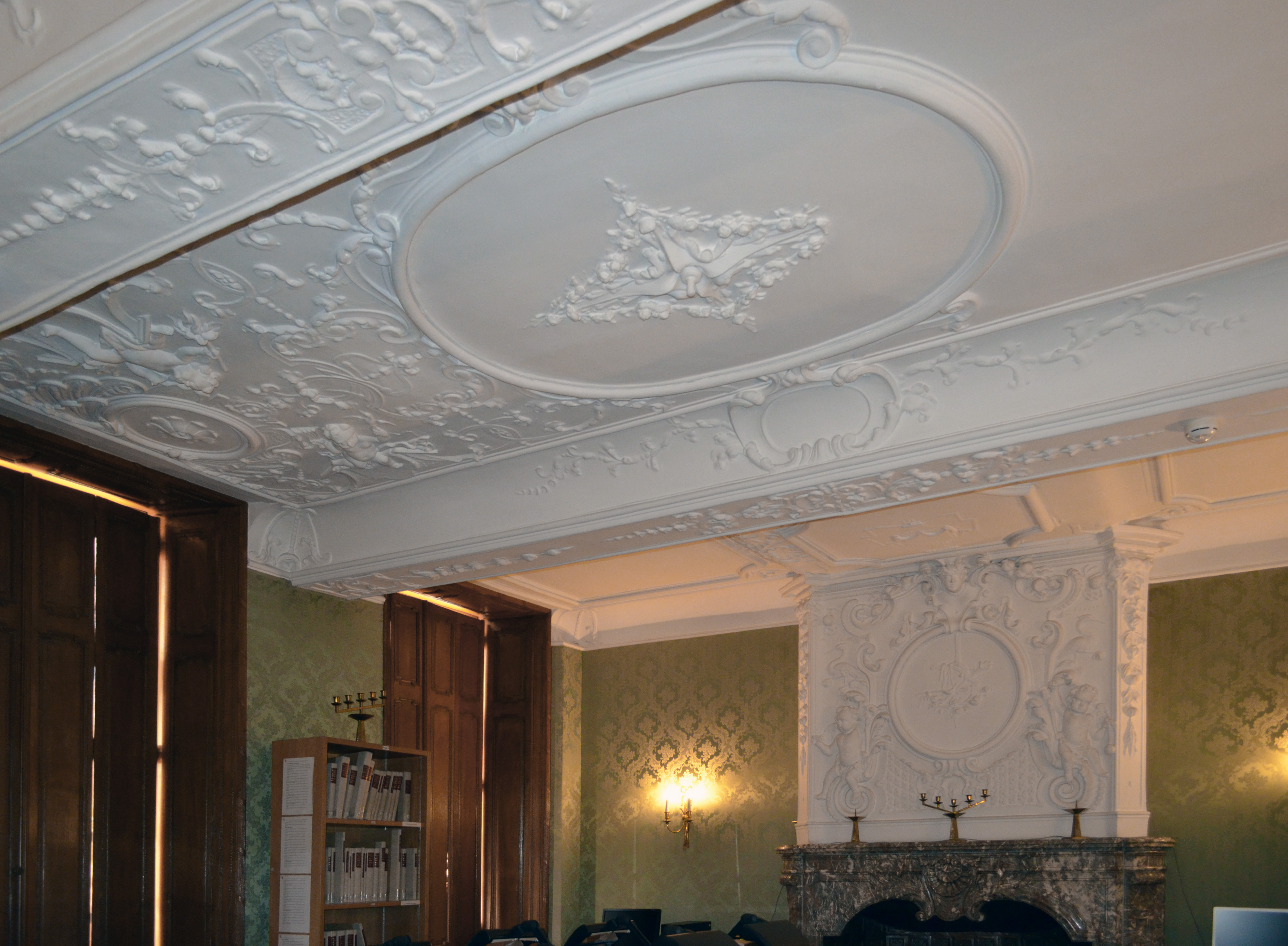
Leseraum des Staatsarchivs
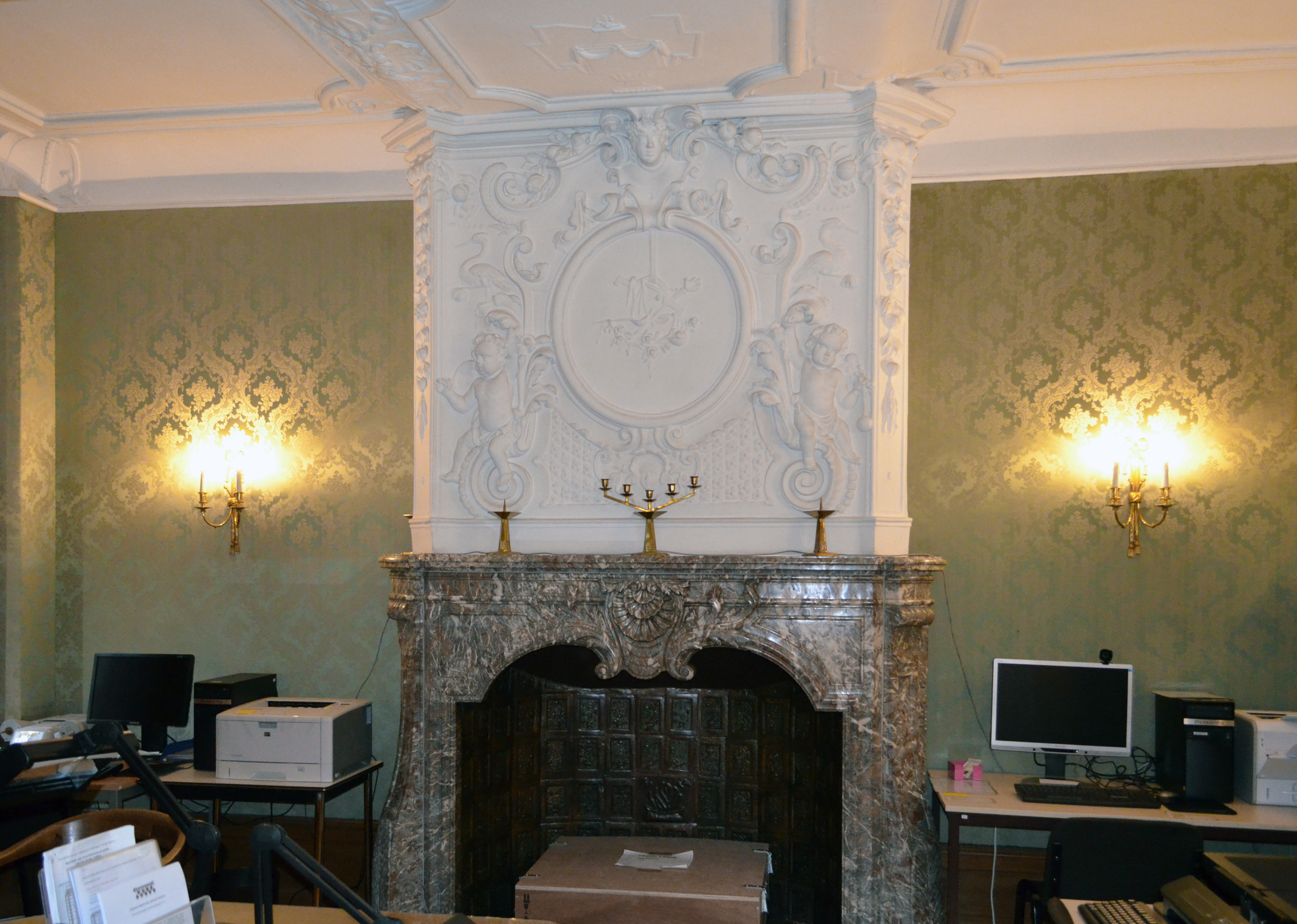
Kamin im Leseraum des Staatsarchivs
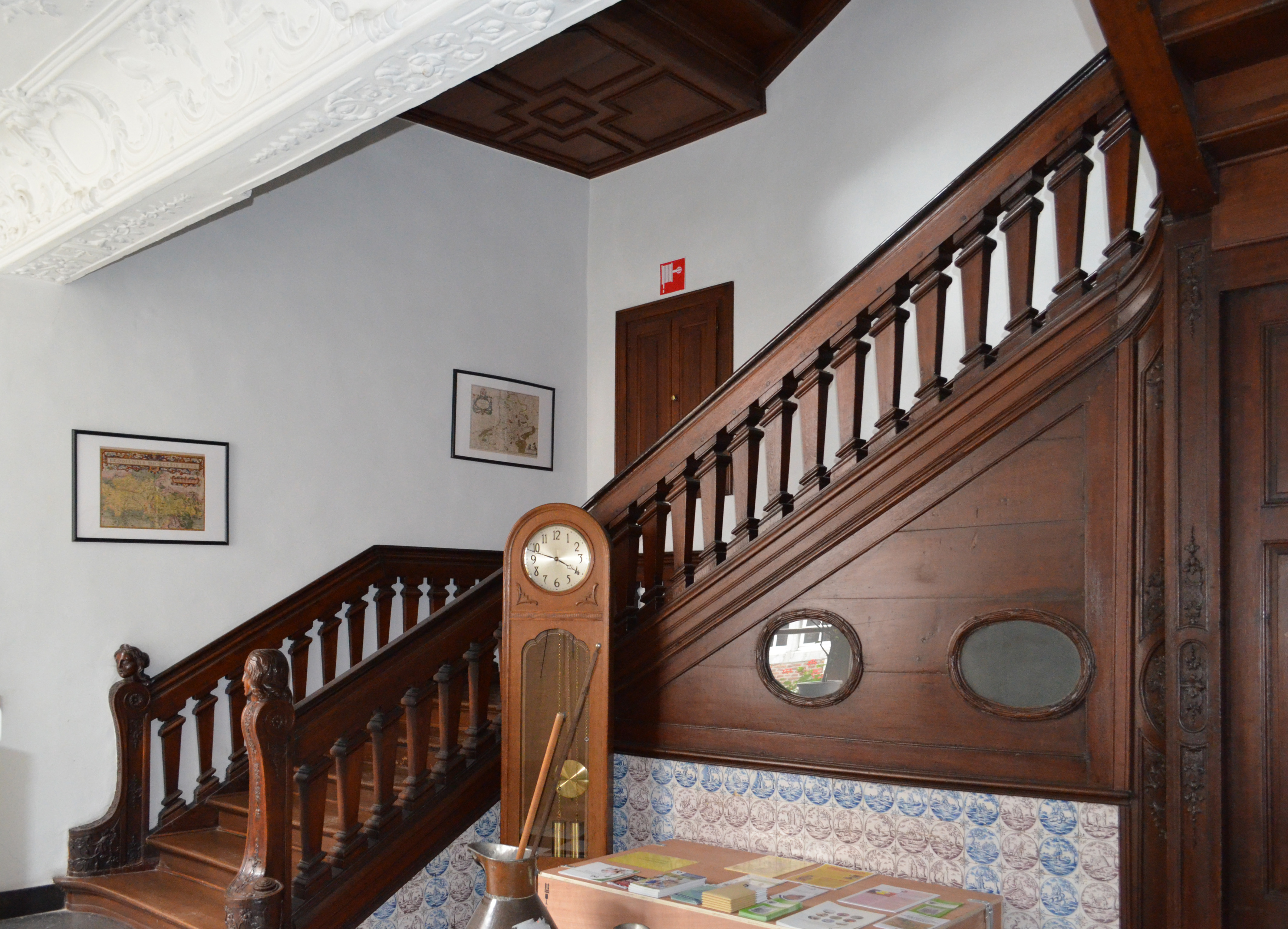
Treppenhaus mit Balustertreppe
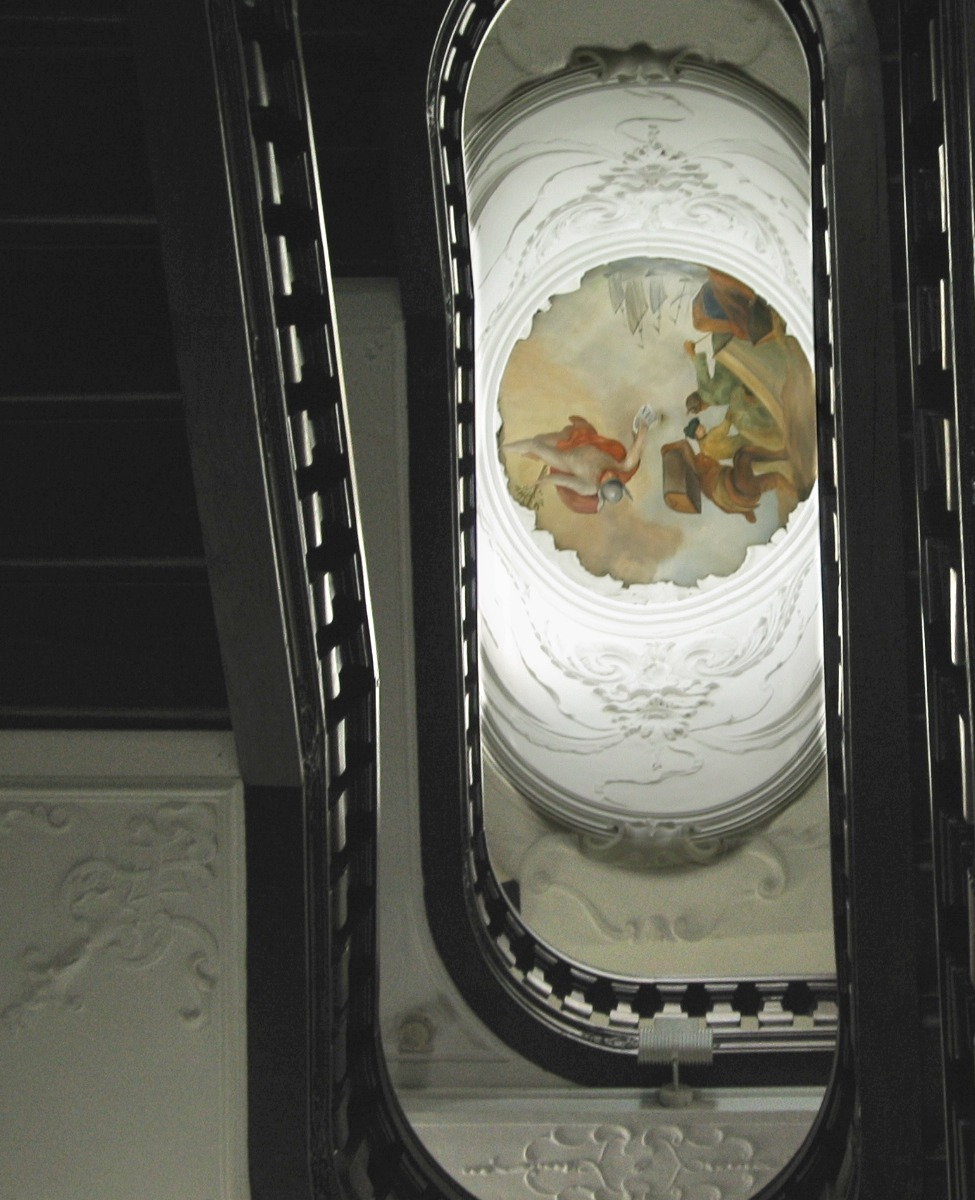
Stuckdecke mit Gemälde